# Xibalbà
En la mitologia maia, el Xibalbà o Xib'alb'a (mot quitxé que significa 'lloc amagat', derivat de xibil, 'amagar') designa l'inframon. És el món subterrani regit per les divinitats de la malaltia i la mort: Hun-Camé i Vucub-Camé. Forma una part important dins el cicle mític dels bessons Hunahpú i Ixbalanqué narrat al Popol Vuh dels maies quitxés. Al segle xvi, tradicionalment se'l situava a l'entrada d'una caverna propera a la localitat d'Alta Verapaz, a la rodalia de Cobán (Guatemala).